# Aleandro Di Paolo
Aleandro Di Paolo (Avezzano, 21 ottobre 1977) è un arbitro di calcio italiano.

## Carriera
Appartiene alla sezione AIA di Avezzano.
L'esordio ufficiale come arbitro avviene nel 1993. Dopo numerosi anni nelle serie inferiori, nel 2007 entra a far parte della CAN PRO, dove rimane per 4 anni e dirige 34 gare e 3 gare di spareggi (due play-off e un play-out).
Nella stagione 2011-2012 viene promosso in CAN B. Esordisce nella seconda giornata nella gara AlbinoLeffe-Grosseto (2-2). In questa prima stagione in Serie B dirige 17 partite.
Nella stagione successiva è confermato in CAN B e dirige 19 partite. Il 12 maggio 2013 esordisce in Serie A nella gara della trentasettesima giornata tra Parma-Bologna (0-2).
Nel 2013 è stato premiato per meriti sportivi dall'amministrazione comunale di Avezzano, mentre l'anno successivo a Scurcola Marsicana ha ricevuto il riconoscimento internazionale Carlo I d'Angiò.
Al termine della stagione 2018-2019 vanta 4 presenze in Serie A, 148 gare in Serie B (con due finali di play-out) e 12 in Coppa Italia, oltre ad essere stato spesso impegnato come arbitro addizionale nella massima serie (oltre 100 presenze) e da quarto ufficiale (oltre 50 presenze), VAR e AVAR (esordendo nella gara Sampdoria-SPAL del 1º ottobre 2018).
Il 3 luglio 2019 viene dismesso dalla C.A.N. B per limiti di permanenza nel ruolo.
Il 13 luglio 2019 viene inserito nel neonato "Gruppo VAR PRO", arbitri ritirati dall'attività di campo che svolgono la funzione di VAR e AVAR per le partite di Serie A.
Dalla stagione 2021-2022 viene impiegato come VAR anche nel campionato di Serie B dove viene designato  nella finale di ritorno dei playoff tra Pisa-Monza e nella finale Coppa Italia Juventus-Inter dell'11 maggio 2022, diretta da Paolo Valeri.
Ricopre il ruolo VAR anche nei playoff di Lega Pro dove per la prima volta viene utilizza la tecnologia nelle semifinali e nella finale promozione in Serie B.
L'11 gennaio 2023, nell'ambito di una collaborazione tra l'AIA e la Federazione Cipriota, è VAR in AEL Limassol-Apollon Limassol (ottavi di finale della Coppa nazionale di Cipro), diretta dall'italiano Gianluca Aureliano.
Viene selezionato dalla FIFA per la FIFA World Cup U20 in Argentina, che si è svolta dal 20 maggio 2023 fino all'11 giugno 2023. È stato designato per 4 partite della fase a gironi (Guatemala-Nuova Zelanda, la gara inaugurale, Argentina-Guatemala, Uruguay-Inghilterra e Tunisia-Uruguay), 2 degli ottavi di finale (Nuova Zelanda-Stati Uniti e Ecuador-Corea) e 1 dei quarti di finale (Stati Uniti-Uruguay).
Viene selezionato dalla FIFA per la FIFA World Cup U17 in Indonesia di novembre e dicembre 2023 in qualità di VAR, dove viene designato in 5 partite della fase a gironi (Panama-Marocco, la gara inaugurale, Corea-Stati Uniti, Giappone-Argentina, Inghilterra-Brasile e Nuova Zelanda-Germania), una negli ottavi (Marocco-Iran) e una nei quarti (Argentina-Brasile). Ottiene inoltre una prestigiosa designazione venendo designato come VAR per la finale Germania-Francia del 2 dicembre 2023, diretta dall'arbitro norvegese Espen Eskås.
Il 22 gennaio 2024 è VAR nella finale di Supercoppa Italiana Napoli-Inter, diretta da Antonio Rapuano e terminata 0-1.
Il 24 maggio 2024 la CONMEBOL, nell'ambito di un programma di scambio rientrante nell'accordo di cooperazione con la UEFA, lo ha convocato per la Copa América 2024 negli USA, nel ruolo di VAR insieme al collega Marco Di Bello, all'arbitro Maurizio Mariani ed agli assistenti Daniele Bindoni e Alberto Tegoni.
Il 31 marzo 2025 la UEFA lo ha convocato per il campionato femminile d'Europa 2025 in Svizzera, nel ruolo di VAR, insieme agli arbitri Maria Sole Ferrieri Caputi e Silvia Gasperotti e all'assistente Francesca Di Monte.